# Talenknobbel
De talenknobbel is de algemeen ingeburgerde term voor iemand die veel (en goed) talen spreekt, in de zin van "Hij heeft een talenknobbel".
Het begrip vindt zijn oorsprong in de frenologie. Dit is de thans geheel verlaten theorie die zei dat iemands karakter af te lezen was aan de vorm van het hoofd. De talenknobbel is een veronderstelde knobbel bij een van de ogen. Iemand die daar een knobbel heeft, leert dan zogezegd gemakkelijk (vreemde) talen. Het idee is dat op deze plek de bekwaamheid voor het leren van talen en het taalgevoel zich nestelt: als de cognitieve capaciteit om snel en gemakkelijk talen aan te leren goed ontwikkeld is, redeneerde men, dan moet dat deel van de hersenen waar deze capaciteit zich bevindt ook goed ontwikkeld en dus groot zijn. Een knobbel aan de buitenkant van het hoofd zag men als een veruitwendiging daarvan. Sinds de ontwikkeling van de neurowetenschap lokaliseert men de ontwikkeling van taal louter in de menselijke hersenen, om precies te zijn in het centrum van Broca en het centrum van Wernicke. 